# Trianthema cussackiana
Trianthema cussackiana är en isörtsväxtart som beskrevs av Ferdinand von Mueller. Trianthema cussackiana ingår i släktet Trianthema och familjen isörtsväxter. Inga underarter finns listade i Catalogue of Life.